# Jan Kućmierczyk
Jan Leon Kućmierczyk (ur. 27 lutego 1917 w Jerzmanowicach, zm. 27 października 2006 w Krakowie) – porucznik Armii Krajowej, kawaler Krzyża Srebrnego Orderu Wojennego Virtuti Militari.

## Życiorys
Urodził się w rodzinie rolników - Grzegorza i Marii z domu Filipek. Po ukończeniu szkoły zawodowej w Olkuszu wstąpił jako ochotnik do 9 pułku ułanów. Po odbyciu służby zasadniczej, w stopniu kaprala kontynuował służbę wojskową jako podoficer nadterminowy, kształcąc się jednocześnie na kursach gimnazjalnych. Kampanię wrześniową odbył w szeregach 9 pułku ułanów, walcząc między innymi nad Bzurą. Lekko ranny, uniknął niemieckiej niewoli i od grudnia 1939 działał w ruchu oporu . Od 1940 członek Służby Zwycięstwu Polski, jako zastępca dowódcy plutonu, a potem dowódca plutonu, uczestniczył w akcjach sabotażowo-dywersyjnych i był instruktorem na kursach podoficerskich. Na tajnych kompletach ukończył kurs społeczno-handlowy i studia ekonomiczne. W kwietniu 1943 przeniesiony do Batalionów Chłopskich, do oddziału Jana Pieńkowskiego ps. „Mohort”, z którym brał udział w akcjach na terenie powiatów olkuskiego, pińczowskiego, miechowskiego, chrzanowskiego i jędrzejowskiego. W 1944 ukończył kurs szkoły podchorążych. Po scaleniu Batalionów Chłopskich z Armią Krajową walczył do 23 stycznia 1945 w strukturach 106 Dywizji Piechoty AK, w tym w Samodzielnym Batalionie Szturmowym „Suszarnia”.
Za udział w walkach o wieś Dobraków, podczas których został ranny, odznaczony Krzyżem Srebrnym Orderu Wojennego Virtuti Militari. Podporucznik od czerwca 1944, w grudniu tego roku awansowany do rangi porucznika.
Po 1945 aresztowany przez organa bezpieczeństwa, był przez kilka miesięcy osadzony w więzieniu. Po zwolnieniu zdał maturę i studiował na Wyższej Szkole Nauk Społecznych. Pracował w PSS „Społem”, handlu (w tym na stanowisku dyrektora Wojewódzkiego Przedsiębiorstwa Handlu Wewnętrznego) oraz transporcie samochodowym (jako dyrektor Przedsiębiorstwa Transportowego Służby Łączności w Krakowie). Na emeryturze od 1982. Po 1956 został zweryfikowany w stopniu kapitana, w kolejnych latach, jako oficer stanu spoczynku, awansował do rangi podpułkownika. Działał w organizacjach kombatanckich i niepodległościowych: Związku Legionistów Polskich, Federacji Polskich Związków Obrońców Ojczyzny, Związku Bojowników o Wolność i Demokrację, Związku Inwalidów Wojennych i Światowym Związku Żołnierzy Armii Krajowej .
Żonaty z Leokadią Serafin, z którą miał synów Andrzeja i Bogusława. Zmarł w 2006 i spoczął na cmentarzu Rakowickim w Krakowie.

## Odznaczenia
- Krzyż Srebrny Orderu Wojennego Virtuti Militari
- Krzyż Walecznych (dwukrotnie)
- Krzyż Oficerski Orderu Odrodzenia Polski
- Krzyż Kawalerski Orderu Odrodzenia Polski
- Złoty Krzyż Zasługi
- Srebrny Krzyż Zasługi z Mieczami
- Krzyż Armii Krajowej
- Krzyż Partyzancki
- Medal „Za udział w wojnie obronnej 1939”